# Дівіна
Дівіна (словац. Divina) — село, громада округу Жиліна, Жилінський край, регіон Поважіє. Кадастрова площа громади — 21,88 км².
Населення 2374 особи (станом на 31 грудня 2017 року).

## Історія
Дівіна згадується 1325 року.

## Населення
| Рік:            | 1994. | 2004.   | 2014.   | 2024.   |
| --------------- | ----- | ------- | ------- | ------- |
| Кількість осіб: | 2419  | 2522    | 2413    | 2456    |
| Різниця:        |       | +4,25 % | -4,32 % | +1,78 % |

| Рік:            | 2023. | 2024.   |
| --------------- | ----- | ------- |
| Кількість осіб: | 2460  | 2456    |
| Різниця:        |       | -0,16 % |